# Jormvattnet
Jormvattnet (sydsamiska: Gärma), lokalt kallat Jorm, är en tidigare småort i Frostvikens distrikt (Frostvikens socken) i Strömsunds kommun i Jämtlands län, vid sjön Lill-Jorm. Vid folkbokföring räknas Jormvattnet under postorten Gäddede. 2015 hade SCB ändrat definitionen av småorter, och Jormvattnet visade sig inte längre uppfylla de krav SCB ställer för en småort.
Jormvattnet ligger vid sjön Lill-Jorm och ligger också längs den välkända Vildmarksvägen. Härifrån har man en fin utsikt mot Jormliklumpen, Raudekfjället och Brakkfjället. Byn ligger runt tre mil från och som minst drygt 9 kilometer från norska gränsen. 
Varje år anordnas "Jorm runt" av Jormvattnets Idrottsförening som är en stafettävling innehållande löpning, cykling, simning och rodd. Jorm runt är nämnvärt då antalet deltagare (137 st år 2016) överstiger antalet folkbokförda i Jorm Jorm runt anordnades för 40:de året i rad år 2015.